# Parag
Parag je naselje u sastavu Općine Nedelišće u Međimurskoj županiji. Najveće je romsko naselje u Hrvatskoj.

## Zemljopisni položaj
Parag je udaljen oko 12 kilometara zapadno od Čakovca, a oko 90 kilometara sjeverno od Zagreba. Selo se nalazi blizu granice sa Slovenijom.
Parag se nalazi u aluvijalnoj ravni rijeke Drave, na lijevoj obali rijeke.

## Stanovništvo
Godine 2005. Parag postaje zasebno naselje. Do tada je bio dio sela Trnovec.
Prema popisu iz 2011. naselje je imalo 1.187 stanovnika. Većinu stanovništva čine Romi.

| broj stanovnika | 1187  | 1389  |
|                 | 2011. | 2021. |

## Šport
Nogometni klub Parag natjeće se u 3. ŽNL Međimurskoj.

## Zanimljovosti
Robert Knjaz snimio je prvu epizodu svoje serije "Knjazalište" u Paragu. Gosti su bili Vedran Ćorluka i Franka Batelić u interakciji s mještanima i NK Parag.